# Pristimantis caryophyllaceus
Pristimantis caryophyllaceus é uma espécie de anfíbio  da família Craugastoridae.
Pode ser encontrada nos seguintes países: Colômbia, Costa Rica e Panamá.
Os seus habitats naturais são: florestas subtropicais ou tropicais húmidas de baixa altitude e regiões subtropicais ou tropicais húmidas de alta altitude.
Está ameaçada por perda de habitat.